# Märkische Höhe
Märkische Hohe est une commune allemande de l'arrondissement de Märkisch-Pays de l'Oder, Land de Brandebourg.

## Géographie
Märkische Hohe se situe au nord du parc naturel de la Suisse de Märkisch. Le sud du territoire fait partie de la réserve naturelle de la vallée du Stobber.
La commune comprend les quartiers de Batzlow, Reichenberg et Ringenwalde.

## Histoire
La commune est créée le 31 décembre 2001 de la fusion des communes de Batzlow, Reichenberg et Ringenwalde.

## Personnalités liées à la ville
- Karl-Heinz Lehmann (1957-), judoka né à Reichenberg.